# Rhaphidorrhynchium lamprosericeum
Rhaphidorrhynchium lamprosericeum är en bladmossart som beskrevs av Brotherus 1925. Rhaphidorrhynchium lamprosericeum ingår i släktet Rhaphidorrhynchium och familjen Sematophyllaceae. Inga underarter finns listade i Catalogue of Life.